# Тішевки
Тішéвки — ботанічний заказник місцевого значення в Україні. Об'єкт природно-заповідного фонду Житомирської області. 
Розташований у межах Романівському районі Житомирської області, на південь від села Голубин. 
Площа 14,5 га. Заказник створено згідно з рішенням ХХІІІ сесії Житомирської обласної ради V скликання від 18.03.2010 року № 1023 та від 22.11.2012 року № 718. Перебуває у віданні ДП «Бердичівське ЛГ» (Романівське л-во, кв. 34, вид. 1). 

## Опис заказника
У ландшафтному відношенні територія заказника являє собою похило-хвилястий плакор, суцільно вкритий стиглими складними дібровами. Зростає 65—70 річний дубово-грабовий ліс у заплаві річки Случ.Ґрунти у заказнику сірі лісові слабоопідзолені, суглинисті, на лесовидних суглинках, типові для Лісостепу. 
Рослинність заказника представлена складними дубовими лісами неморального типу — яглицевими, волосистоосоковими, зеленчуковими. Деревостан у заказнику має таку таксаційну характеристику: склад — 6Дз1Сз2Бп1Г+Ос; вік дуба звичайного та сосни звичайної — 134 роки; берези повислої та граба звичайного — 70 років. Дуб у віці 134 роки має середню висоту 27 м, середній діаметр 40 см, ІІ бонітет, повноту 0,6. Тип лісорослинних умов — свіжий груд (Д2), запас 260 м³/га. Деревостан двохярусний — у І ярусі зростають дуб звичайний, сосна звичайна, береза повисла та осика, у ІІ ярусі — граб звичайний, рідше — клен гостролистий. Підріст деревних порід середньогустий, представлений переважно березою повислою та грабом звичайним. Підлісок розріджений, до його складу входять: ліщина звичайна, свидина криваво-червона, бруслина європейська, бруслина бородавчаста та інші. Трав'яно-чагарниковий ярус середньогустий, з проективним покриттям 40—60%, складається з неморальних широкоареальних видів: яглиці звичайної, зірочника лісового, підмаренника пахучого, копитняка європейського, купини багатоквіткової, просянки розлогої тощо. Суттєвою особливістю згаданого фітоценозу є формування кількох синузій ранньовесняних ефемероїдів, які послідовно змінюють одна одну. Першою синузією є синузія з домінуванням підсніжника білосніжного — виду, занесеного до «Червоної книги України» (2009). Для цього виду характерне цвітіння у ІІІ декаді березня — І-ІІ декадах квітня, в кінці цвітіння підсніжника до нього приєднується проліска дволиста. Наступна синузія у видовому відношенні більш різноманітна, її становлять: ряст ущільнений, гусяча цибуля жовта, гусяча цибуля мала, анемона жовтецева. Ще пізніше розвивається синузія рясту порожнистого та рівноплідника рутвицелистого. Вже у середині травня всі надземні частини ранньовесняних ефемероїдів жовтіють і згодом перегнивають, замінюються звичайною літньою синузією неморальних тіньолюбивих видів.

## Види, що підлягають охороні
Пріоритетом охорони у заказнику є стигла складна діброва з синузіями ранньовесняних ефемероїдів. На видовому рівні пріоритетом охорони є підсніжник білосніжний, занесений до «Червоної книги України» (2009).